# Rustavelijeva avenija, Tbilisi
Rustavelijeva avenija (gruzijsko რუსთაველის გამზირი, Rust'avelis Gamziri) je glavna prometnica v središču Tbilisija. Približno 1,5 kilometra dolga ulica velja za avenijo gruzijske prestolnice. Razprostira se vzporedno z reko Kuro (gruzijsko Mtkvari) med Trgom svobode (gruzijsko Tavisuplebis Moedani) in Trgom republike (gruzijsko Respublikis Moedani) v rajonu Garetubani.

## Zgodovina
Ulica se je prvotno imenovala Sassachlis Kutscha (palačna cesta). Tvorila je središče ruske četrti Tbilisija; zgrajena v 19. stoletju je vodila vzdolž palače ruskega podkralja, okoli leta 1841 pa so ga poimenovali Golovinski prospekt po ruskem generalu Jevgeniju Golovinu.
V času vladavine podkralja princa Mihaila Voroncova so jo po letu 1848 razširili v avenijo. Z obeh strani so zasadili platane. Princ G. Muhranbatoni je leta 1854 ob njej zgradil svojo palačo. Med letoma 1865 in 1869 so guvernerjevo palačo razširili v podkraljevo palačo (danes Mladinsko palačo). Leta 1863 so med avenijo in reko Kuro odprli Aleksandrov vrt, velik javni park, ki sta ga zasnovala Heinrich Scharrer in Otto Simonson.
Sledili so Hotel Rusija (1884), Muzej vojaške zgodovine (1885, zdaj Državna galerija slik), hiša gruzijskega umetniškega društva s priljubljeno kletno kavarno (1887, zdaj Rustavelijevo državno gledališče) in Hotel Orient (1895, danes Hiša gruzijskih slikarjev) in Zakladnica opere (1896, zdaj Državno gledališče za opero in balet Zakaria Paliašvili). Nastale so elegantne hiše gruzijske aristokracije v slogu klasicizma, baroka in art nouveauja. Kasneje so bili dodani Zgodovinski muzej (1923, danes Državni muzej Simona Džanašie), vladna stavba (1938, zdaj stavba parlamenta), kino z 1200 sedeži (1939), veleblagovnica (1975) in različna ministrstva.
Poleg goste strehe iz dreves dajejo aveniji vzdušje cvetlični vrtovi, majhni parki in trate, vodnjaki s pitno vodo ter skulpture.
Leta 1915 je bila v kletni kavarni v hiši umetniškega društva ustanovljena pisateljska skupina Modri rogovi (gruzijsko ცისფერყანწელები, Cisperqancelebi). Demokratična republika Gruzija je leta 1918 avenijo poimenovala po gruzijskem narodnem pesniku Rustaveliju. V Sovjetski zvezi je dobila ime po ruskem revolucionarju Vladimirju Iljiču Leninu, v pozni fazi Sovjetske zveze pa spet ime iz leta 1918.
Promenada je bila v Gruziji vedno prizorišče političnih sprememb. Leta 1956 so mladi protestniki korakali po cesti v protest proti destalinizaciji, ki ga je sovjetska vojska nasilno zadušila. Aprila 1989 so sovjetske čete pred vladno stavbo ubile 20 ljudi, ki so gladovno stavkali. Leta 1991 in 1992 se je na aveniji odvijala tbilisijska vojna, državni udar poveljnikov Džabe Iozeljanija in Tengisa Kitovanija proti izvoljenemu predsedniku Zviadu Gamsačurdiji. Posledice strelov tankov, topništva in raket je še danes mogoče videti na stavbi parlamenta. Leta 2003 je na aveniji v tako imenovani revoluciji vrtnic demonstriralo več deset tisoč ljudi proti vladi Eduarda Ševardnadzeja in ga na koncu prisililo k odstopu. Novembra 2007 so bili na aveniji znova množični protesti, ki so privedli do predčasnih predsedniških volitev.
Ob cesti so nekatere najbolj znane kavarne v mestu: Vincent, ki je še posebej priljubljen med umetniki in študenti, Laghidze, tradicionalno podjetje, ustanovljeno leta 1904, z limonado iz mineralne vode, sadnih in zeliščnih sirupov, ki jih izdelujejo v podjetju.
S propadom gruzijskega gospodarstva v začetku 1990-ih so se na avenijo preselile lesene stojnice, kjer so prodajali cigarete in pijačo. Večina je bila odstranjena konec leta 2006, ker niso bile zakonite. Ob nedeljah je bila avenija zaprta za promet. Prodajalci namesto na nekdanjih lesenih stojnicah prodajajo na škatlah ali zložljivih stolih cvetje, revije ali sončnična semena. V bližini metro postaje Rustaveli lokalni umetniki prodajajo svoje slike, ikone in značilne spominke, kot so rogovi za pitje, rezbarije ali tradicionalna pokrivala.

## Znamenite stavbe
- Rustavelijeva avenija 2–4: veleblagovnica
- Rustavelijeva avenija 2: Državno gledališče Aleksandra Gribojedova
- Rustavelijeva avenija 3: Državni muzej Simon Džanašia
- Rustavelijeva avenija 3: Galerija moderne umetnosti
- Rustavelijeva avenija 5: Rustavelijev kino
- Rustavelijeva avenija 6: Palača mladih
- Rustavelijeva avenija 7: Hiša gruzijskih slikarjev
- Rustavelijeva avenija 8: Gruzijski parlament
- Rustavelijeva avenija 10: Gimnazija št. 1
- Rustavelijeva avenija 11: Državna galerija slik
- Rustavelijeva avenija 12: Ministrstvo za komunikacije
- Rustavelijeva avenija 13: Marriott Hotel Tbilisi
- Rustavelijeva avenija 17: Državno akademsko gledališče Rustaveli
- Rustavelijeva avenija 19: Državni gruzijski inštitut za gledališče in film
- Rustavelijeva avenija 25: Državno gledališče za opero in balet Zakaria Paliašvili
- Rustavelijeva avenija 29: Ustavno sodišče Gruzije
- Rustavelijeva avenija 30: Ministrstvo za pravosodje